# 當哈利碰上莎莉
《当哈利碰上莎莉》（英語：When Harry Met Sally...）是一部于1989年上映的爱情喜剧片，由诺拉·艾芙伦编剧，罗伯·莱纳执导，比利·克里斯托和梅格·瑞安分别扮演男、女主角哈利和莎莉。故事围绕着两位主角对于男女关系反复地探讨和争论来展开，提出了一个这样的问题：“男人和女人真的可以只是朋友吗？”片中的许多有关双性关系的看法之后也成为家喻户晓的话题，如“高维修”女友和“过渡人士”等。
电影起初的灵感来自莱纳离婚后的单身生活。艾芙伦对莱纳的一次采访成为哈利一角的基础。莎莉则是以艾芙伦和她的一些朋友为蓝本。克里斯托加入后对剧本提出了自己的建议，增强了哈利一角的喜剧效果。艾芙伦在剧本中写下的许多台词都是来源于莱纳和克里斯托在现实生活中的一些对话。电影配乐由马克·施艾曼编排大乐团和管弦乐团演奏，小亨利·康尼克表演，后者因此获得了自己的首座葛莱美奖。
哥伦比亚电影公司首先选择在少数几个城市放映本片，等到获得的正面口碑引起观众兴趣后，再在随后的几个星期里逐步扩大发行面。《当哈利碰上莎莉》在北美一共进账9280万美元。艾芙伦获得了一座英国电影学院奖，并提名第62届奥斯卡金像奖原著剧本奖和美国编剧工会奖。影片还在美国影艺学院评选的AFI百年百大喜剧电影中名列第23位。2004年初，根据本片改编的舞台剧上演，卢克·贝里和艾莉森·汉尼根担任主演。2022年12月，美國國家電影保護局宣佈將該片列入國家影片登記表永久保存。

## 内容简介
1977年，哈利·伯恩斯和莎莉·艾尔布莱特结束了在芝加哥大学的学业后乘同一辆车前往纽约，莎莉将在那里开始就读新闻学院，而哈利将开始工作，后者这个时间还在与莎莉的朋友阿曼达约会。
一路上两人开始交换对男女关系的不同看法。哈利表示“男人和女人不可能成为朋友因为性爱总是中间的拦路虎”。莎莉对此表示异议，声称男人和女人可以只是朋友而没有性爱。停车到家餐馆吃晚饭时，哈利告诉莎莉说她很有魅力，莎莉对此非常生气，并指控对方试图勾引自己。到了纽约，由于人生观的不同，两人关系不大友好。
五年后，两人在纽约机场偶遇，发现都坐同一架飞机而且都有恋人；莎莉刚刚开始和一个男子约会，他正好是哈利的老朋友——乔。而哈利与一位女子（海伦）订了婚，莎莉也吃了一惊。哈利建议莎莉应该与自己成为朋友，迫使他对自己之前所阐述的男女友谊法则作出解释，既然性爱总是中间的拦路虎，他们俩又怎么可能成为朋友呢？虽然哈利嘴上说两人可能会是这个法则的例外，但双方心里都觉得他们不可能成为朋友。
哈利和莎莉5年后再次碰面，这回是在纽约的一家书店。他们点了咖啡，聊起自己都已经结束的上一段感情。结帐后两人一起散了会儿步，决定还是繼續做朋友。两人开始在深夜煲电话粥，出去吃晚饭，花了很多时间陪伴对方。他们继续与别的男女约会，来突出两人在男女关系和性爱方面的不同观念。
在一个跨年聚会上，哈利与莎莉发现自己深深地为对方所吸引。为了继续保持这段来之不易的友情，两人分别为对方介绍对象，都推荐了自己最好的朋友，玛丽和杰斯。4个人一起去吃饭，然而事情發展出乎哈利与莎莉的預料：玛丽和杰斯并没有与哈利和莎莉对上眼，而是各自对上了眼，他们很快就订婚了。一天深夜，莎莉哭着给哈利打电话说自己前男友乔，要和他的法律助理结婚了，哈利马上赶到莎莉的公寓安慰她。可就这样，两人做爱了，这下尴尬了，第二天一大早哈利就迅速窘迫地离开了。两人的關係开始变得紧张，双方僵持了3个星期后，终于在玛丽和杰斯的婚礼晚宴上大吵一场。这以后，哈利反复地试图修补自己与莎莉的友谊。
新年夜又到了，没有了哈利的陪伴，身在聚会中的莎莉觉得很孤单。而哈利这时也是形单影只。正当她决定提前离开聚会现场时，哈利出现了，说我爱你，两人和好如初并接吻。

## 角色
- 比利·克里斯托饰哈里·伯恩斯（Harry Burns）
- 梅格·瑞安饰莎莉·艾尔布莱特（Sally Albright）
- 嘉莉·费雪饰玛丽（Marie）
- 布鲁诺·柯比（英语：Bruno Kirby）饰杰斯（Jess）
- 史蒂芬·福特（英语：Steven Ford）饰乔
- 丽莎·简·波斯基（英语：Lisa Jane Persky）饰艾莉丝（Alice）
- 米歇尔·尼卡斯特罗（英语：Michelle Nicastro）饰阿曼达·瑞斯（Amanda Reese）
- 凯文·罗尼（英语：Kevin Rooney）饰艾拉·斯通（Ira Stone）
- 哈莉·简·科扎克（英语：Harley Jane Kozak）饰海伦·希尔森（Helen Hillson）
- 弗朗克·鲁兹（英语：Franc Luz）饰朱利安（Julian）
- 埃斯特尔·莱纳（英语：Estelle Reiner）饰餐馆中的老太太

## 制作
1984年，导演罗伯·莱纳、制片人安德鲁·沙因曼和编剧诺拉·艾芙伦一起在纽约的一家餐馆吃午饭，并探讨开发一个项目。莱纳提出一个提议，但艾芙伦没有接受。他们的第二次会面变成了对莱纳和沙因曼单身汉生活的漫长讨论。莱纳对此回忆道，“那时候我单身，已经离婚了一段时间，出门约过几次会，一个接一个的都是些灾难性的混乱关系。”三人再下一次会面时，莱纳表示自己一直想拍一部有关两个人成为朋友并坚持不做爱，因为他们知道这会毁掉两人的关系，但最后还是做了的电影。艾芙伦很喜欢这个点子，而莱纳则与一间公司达成了协议。
艾芙纳接下来开始对莱纳和沙因曼进行采访，了解他们的生活，为接下来的剧本创作提供素材。这些采访也为哈利一角提供了基础。莱纳经常感到郁闷，悲观但又很搞笑。 艾芙伦还从采访里截取了一些内容作为剧本中的台词。莎莉一角则是基于艾芙伦自己和她的一些朋友。 她在莱纳拍摄《伴我同行》和《公主新娘》期间写了好几稿剧本。比尔·克里斯托加入时，项目名称为《男孩认识女孩》，他对剧本给出了自己的建议，让哈利一角更具喜剧色彩。克里斯托当时是莱纳最好的朋友，对后者与潘妮·马歇尔离婚后回归的单身生活有一定了解，这一过程不知不觉就成了哈利一角的研究基础。
在剧本撰写过程中每当艾芙伦感觉自己不想写作时，就会去采访制片公司的工作人员。其中部分内容以情侣接受采访谈到两人如何认识的形式穿插在电影的特定场景中，不过相应内容有经过改写，并且是另外找演员来拍摄的。艾芙伦的剧本中有许多台词都是基于莱纳和克里斯托在现实生活中的对话。例如，片中莎莉和哈利出现在两个分割镜头，一起煲电话聊起各自在看的电视及换的频道这些内容，就曾是克里斯托和莱纳每晚的固定节目。
艾芙伦一开始打算给电影起名为《他们怎么认识的》（How They Met），并先后换过多个标题。莱纳甚至于主体拍摄在剧组人员中展开了一场竞赛：想出名片的那位可以赢得一箱香槟。为了表现出哈利离婚后单身期间孤独的心态，电影在曼哈顿拍摄期间克里斯托都会单独呆在一个房间里，而不是与别的演员一起。起初剧本的结局是男、女主角仍然是朋友，没有进一步发展浪漫关系，因为编剧和导演都觉得这才是“真正的结局”。最终，两人意识到让哈利和莎莉结婚作结尾更合适，虽然他们都认为这种结果通常是不现实的。
对于电影的核心问题，男人和女人能否只做朋友，瑞安回答，“是的，男人和女人可以只做朋友。我有一大堆柏拉图式的（男性）朋友，性爱并不会成为拦路虎。”克里斯托回答，“我比哈利要更乐观一点。但我也觉得这很难。男人基本上就像超市门前的流浪狗。我是有些柏拉图式的（女性）朋友，但不是最最最好的朋友。”
罗伯·莱纳起初的设想是请苏珊·黛出演莎莉·艾尔布莱特一角。遭到拒绝后，他又考虑过伊丽莎白·帕金斯和伊丽莎白·麦戈文。导演本已基本确定要请莫利·林沃德，但梅格·瑞安说服了他由自己来出演。

### 餐馆镜头

电影中的餐馆镜头

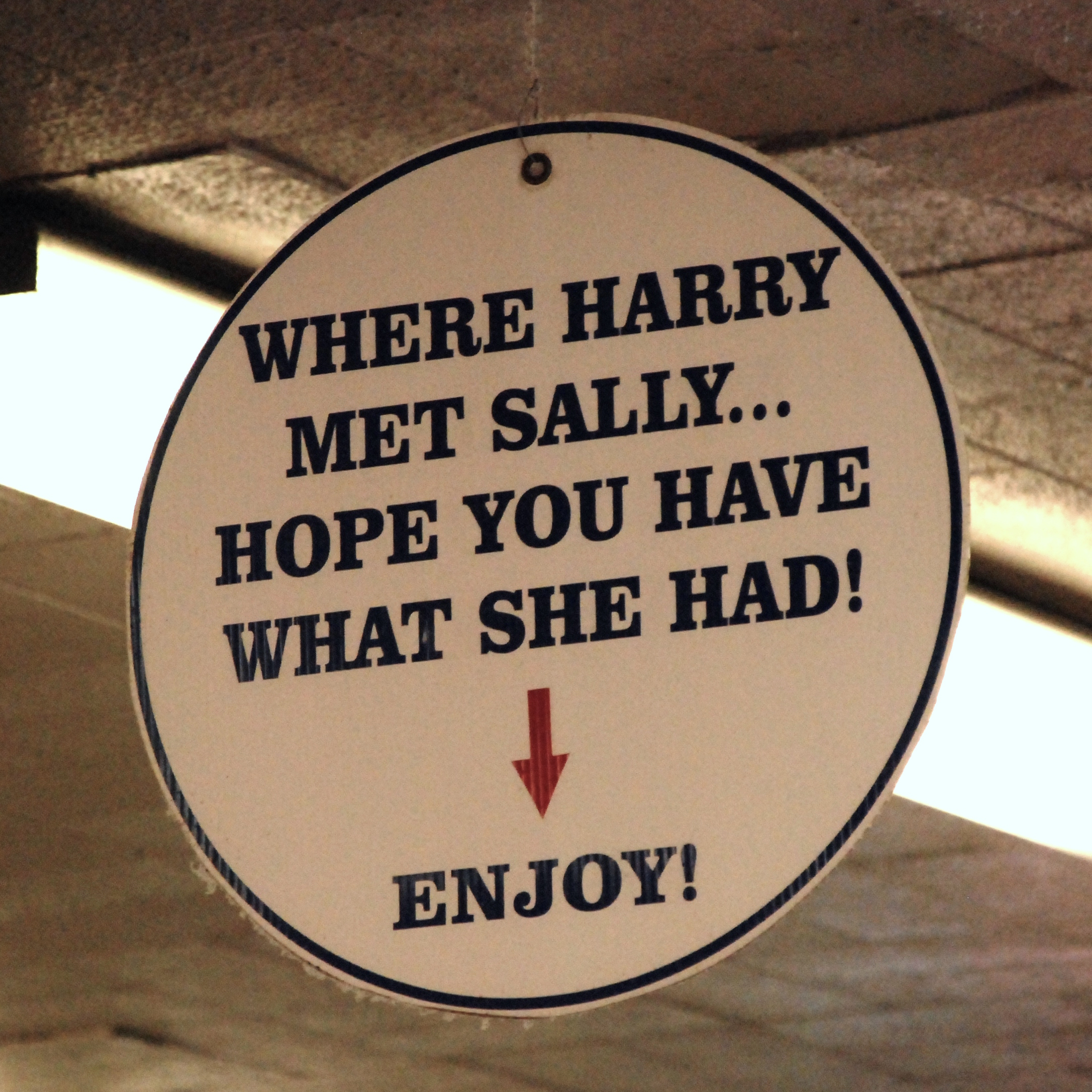
該餐館掛的招牌

片中两位主角一起在曼哈顿的一家餐馆吃午饭，他们对男人是否能辨认出女人是在假装性高潮的问题起了争执。莎莉声称男人分辨不出来，为了证明这一点，她生动地现场假装高潮，也伴隨著呻吟聲，身上的衣服沒有脫下，不过整个餐厅里的人都在看着。然后莎莉漫不经心地继续吃她点的菜，而旁边的一位老妇人（由莱纳的母亲埃斯特尔扮演）下了订单，“我要点和她一样的”（I'll have what she's having）。2008年，埃斯特尔以94岁高龄去世，《纽约时报》称她“说出了电影史上最令人难忘的好笑台词”。这个镜头拍了很多次，瑞安示范了自己的假高潮达几个小时。这家餐馆之后一直挂着这么一个挂牌，“当哈利遇到莎莉，希望你得到她那般的享受！”
这个经典镜头的产生源于电影过多地聚焦在哈利身上。克里斯托记得当时说过，“‘我们需要给莎莉安排一些谈资’，而诺拉说，‘好啊，假高潮就很好啊，’这个主题不错，然后梅格也过来了，我们就和她谈这个点子的本质啊之类东西，而她说，‘我干脆就直接装一个呗，就一个？’”瑞安建议这个镜头在一家餐馆中拍摄，而“我要点和她一样的”这句台词则是克里斯托想出来的。莱纳记得电影試映的时候，所有的女性观众都在大笑，而所有的男性观众都很沉默。

## 电影音乐
《当哈利碰上莎莉》的电影配乐唱片包含有美国歌手兼钢琴家小亨利·康尼克的作品。鼓手鲍比·哥伦拜（Bobby Colomby）是导演的朋友，他向莱纳推荐小亨利·康尼克并给了他一盘录有后者音乐的磁带。莱纳对康尼克的嗓音非常满意，觉得与年轻时的法兰·仙纳杜拉极其相似。电影配乐的唱片由哥伦比亚唱片于1989年7月发行，其中包括小亨利·康尼克的多段表演，马克·施艾曼编排了一个大乐团和管弦乐团。康尼克为此赢得了自己的第一座葛莱美奖。
片中的、和四首歌是由康尼克与施艾曼部署和编排的。其他歌曲则要么是钢琴/人声独唱，要么是康尼克与另外两位音乐家的三重奏。唱片中还包括了中音萨克斯演奏家弗兰克·威斯（Frank Wess）和吉他演奏家乔伊·伯林格（Joy Berliner）演奏的曲目。这张唱片登上了《告示牌》传统爵士榜榜首，并在公告牌二百强专辑榜中排入前50位。康尼克还为宣传这张唱片在北美进行了巡演。唱片已经达到了双白金认证。
电影中的曲目由多位艺术家表演，如、艾拉·费兹洁拉、法兰·仙纳杜拉、雷·查尔斯、冰·哥罗士比和小亨利·康尼克。

## 反响

### 票房
哥伦比亚电影公司首先选择在少数几个城市放映本片，等到电影的正面口碑引起观众们的兴趣时，再在之后几个星期里逐渐扩大上映范围。《当哈利碰上莎莉》首周在41家电影院上映，收入为100万美元。比利·克里斯托担心电影会在票房上遭遇惨败，因为当时上映的有多部像《圣战奇兵》和《蝙蝠侠》这样的暑期大片。影片于1989年7月21日开始大范围上映，首周在775家电影院入账880万美元，之后扩张到1174家电影院，最后在北美地区获得的票房总额为9280万美元，远远超出了其1600万美元的预算。

### 专业评价
《当哈利碰上莎莉》上映后获得了普遍的好评。根据烂蕃茄上收集的70篇评论文章，其中63篇给出了“新鲜”的正面评价，“新鲜度”为90%，平均得分8.03（最高10分），而在Metacritic上根据17篇评论文章为电影打出了76分（满分100）。《芝加哥太阳报》影评专栏作家罗杰·埃伯特称赞莱纳是“好莱坞最优秀的喜剧导演之一”，电影有“符合我们预期的最为常规的结构和方式。但其特别之处除了艾芙伦的剧本外，还有着克里斯托和瑞安的化学反应”。《纽约时报》的卡恩·詹姆斯（Caryn James）称本片是一部“通常很有趣但却空洞得惊人的电影”，认为影片把“聪明、成功又神经兮兮纽约人的生活浪漫主义化”。詹姆斯将其特点概括为“伍迪·艾伦电影的情景喜剧版，充满了有趣的台词和镜头，但又全部注入了一种‘似曾相识’的不舒服的感觉”。
《华盛顿邮报》的丽塔·肯伯莉（Rita Kempley）在评论中称赞梅格·瑞安是“夏天的梅拉尼·格里菲思......她既不天真也不是个荡妇，她是一个女人笔下的女人，不是什么《上班女郎》中的灰姑娘”。今日美国的麦克·克拉克（Mike Clark）给予电影三星的评价（最高四星），他写道，“克里斯托的风趣幽默让瑞安不至于从全方面抢了他的风头，而她则给出了令人大开眼界的表演，是又一个莱纳选择演员天赋的绝佳体现”。不过，《新闻周刊》的大卫·安森给出了较为负面的评价。他批评导演选择克里斯托来出演，“他对喜剧的处理表现毫不令人感到意外，但作为一部浪漫爱情片的男主角，他太过冷酷和自我保护了”。安森觉得这部电影中精彩的部分没能起到提高影片层次的效果。

### 奖项
本片的编剧诺拉·艾芙伦获得了一项奥斯卡奖提名和一项美国编剧工会奖提名。她赢得了第43届英国电影学院奖最佳原著剧本奖，该片也赢得最佳影片奖提名。《当哈利碰上莎莉》还获得了5项金球奖提名，包括最佳影片（音乐剧/喜剧类）、导演（罗布·莱纳）、电影男主角（音乐剧/喜剧类）（比利·克里斯托）、电影女主角（梅格·瑞安）和编剧（诺拉·艾芙伦）。

### 影响
多年以来，《当哈利碰上莎莉》已经成为“现代电影中的精髓，既让人自我感觉良好，又不知何故包含了真理”。艾芙伦仍然在不断收到对这部电影感到着迷的观众来信，而且还“总是有人来对我说，‘我曾和他或她有过哈利和莎莉式的关系’。”2000年，美国影艺协会评选AFI百年百大喜剧电影，本片名列第23位，2002年评选AFI百年百大爱情电影，本片名列第25位，2004年评选AFI百年百大电影歌曲，本片插曲排名第60位，2005年评选AFI百年百大电影台词，片中莎莉在餐厅里伪装性高潮后，一位老太太面对服务员询问自己要点什么菜时的回答：“我要点和她一样的”（I'll have what she's having）这句台词名列第33位，2008年评选AFI十大类型大大佳片，《当哈利碰上莎莉》在浪漫喜剧片类型中名列第6位。
2006年，美国精彩电视台评选“100部最好笑的电影”，本片名列第60位。《娱乐周刊》于2002年初将《当哈利碰上莎莉》列入史上最优秀的十部浪漫爱情片之一，之后又于2008年将之评为过去25年中最好笑电影的第12名，同年评选的过去25年中最浪漫的电影，本片也名列第7位，现代浪漫爱情片中更排名第3位。在烂蕃茄上的25部最佳浪漫喜剧片中，本片也名列第15位。《当哈利碰上莎莉》给了许多浪漫喜剧以灵感，包括《再见钟情》、 《我和你》和《爱情三选一》等。此外，这部电影捧红了许多有关爱情的理念，像“高维修”女友以及“过渡人士”之后都已经成为家喻户晓的概念。
2004年初，根据本片改编的舞台剧上演，卢克·贝里和艾莉森·汉尼根分别出演男、女主角，莫利·林沃德和迈克尔·兰德斯后来取代贝里和汉尼根出演了之后的场次。
2010年，英國衛報評選出有史以來最佳的愛情電影25名，本片名列第22名。

## 家用媒体
《当哈利遇到莎莉》于1989年末电影院上映几个月后首度发行VHS录像带。并于1994年作为比利·克里斯托作品收藏的一部分重新发行了VHS。2001年1月9日影片首次发行DVD，其中增加了导演莱纳的评论音轨，还有一段35分钟长的纪录片，其中有对莱纳、艾芙伦、克里斯托、瑞安的采访，7段删除镜头，以及小亨利·康尼克的音乐录像。2008年1月15日发行了一个收藏版，其中包括莱纳、艾芙伦和克里斯托的新评论音轨，8段删除镜头，并且与之前发行中包含的7段完全不同，还有电影发行的预告片。2011年7月15日本片发行了蓝光影碟，其中包括2008年DVD中的全部内容。

## 外部連結
- AllMovie上《当哈利遇到莎莉》的资料（英文）
- 互联网电影数据库（IMDb）上《当哈利遇到莎莉》的资料（英文）
- 豆瓣电影上《当哈利遇到莎莉》的資料 （简体中文）
- 爛番茄上《当哈利遇到莎莉》的資料（英文）
- Metacritic上《当哈利遇到莎莉》的資料（英文）
- Box Office Mojo上《当哈利遇到莎莉》的資料（英文）